# 定義域
数学における写像の定義域（ていぎいき、英: domain of definition）あるいは始域（しいき、英: domain; 域, 領域）とは、写像の値の定義される引数（「入力」）の取り得る値全体からなる集合である。つまり、写像はその定義域の各元に対して（「出力」としての）値を与える。
例えば、実数の範囲での議論において、余弦函数の定義域はふつう実数全体の成す集合（実数直線）であるし、正の平方根函数の定義域は 0 以上の実数全体の成す集合であるものとする。定義域が実数から成る集合（実数全体の成す集合の部分集合）であるような実数値函数は、その定義域が x-軸上にあるものとして xy-直交座標系に表すことができる。

写像 f の定義域は X。

## 定義
対応 f: A → B（あるいは二項関係 Rf ⊂ A × B）が与えられたとき、A を f の始集合あるいは始域、域 (domain) と呼び、対して B を終集合、終域、余域 (codomain) などと呼ぶ。対応、特に部分写像（あるいは右一意的二項関係）f: A → B に対し、(a, b) ∈ Rf なる b ∈ B が存在するような a ∈ A 全体から成る始域の部分集合 X ⊂ A を f の定義域 (domain of definition) という。これは f の制限（後述）として得られる対応 f: X → B が写像となることといっても同じである。対して、(a, b) ∈ Rf なる a ∈ A が存在するような b ∈ B 全体からなる終域の部分集合 Y ⊂ B を f の値域という。
従って特に、写像 f: A → B において、その定義域は始集合 A それ自身であるから、しばしば始域と定義域の概念は特に区別されない。写像 f: A → B の定義域 A の各元 x に対応する終域 B の元を f(x) なる式で表すとき、x を f の引数と呼び、f(x) は f の x における値または x の f による像と呼ぶ。f の値域または像は、定義域 A の各元の f による像となることのできる B の元全体の成す集合 f(A) = {f(x) ∈ B | x ∈ A} に一致する。

## 定義域の制限と延長
任意の写像は、定義域をその任意の部分集合に限ることができる。写像 g: A → B の S ⊆ A なる集合への制限 (restriction) は g|S: S → B と書く。逆に、写像 f: S → B が f = g|S を満たすとき、g は f の A への拡張あるいは延長 (extension) であるという。

## 自然な定義域
数式の自然な定義域 (natural domain) とは、その式の値が（典型的には実数として、あるいは整数として、複素数としてなど）定義されるような引数（変数）として取りうる限りの値全体の成す集合をいう。例えば、平方根函数の自然な定義域は（それを実函数として考える限りにおいては）非負実数全体の成す集合である。また特に定義域に言及することなく写像の値域を扱う場合、それは自然な定義域を考えたときの、写像のとりうる値全体の成す集合のことであるのが普通である。

## 例
きちんと定義された函数は、定義域の各元を終域の元へ写すものでなければならない。例えば、実函数 f(x) = 1⁄x は値 f(0) を持たないから、実数全体の成す集合 R はその定義域にはなり得ない。この場合、R ∖ {0} を自然な定義域と考えたり、f(0) を明示的に与えて「穴埋め」を考えたりすることもできる。例えば
{\displaystyle f(x)={\begin{cases}1/x&(x\neq 0)\\0&(x=0)\end{cases}}}
として f を延長すれば、これは任意の実数 x に対して定義することができるので、R を f の定義域に採用することができる。
このような函数の定義域の「穴埋め」は、しばしばそこで函数の持つ一貫した性質（連続性、可微分性など）が失われ、特異点を生じうる。それとは対照的に、複素解析において、見かけ上孤立した特異点であるものが、滑らかまたは解析的に延長して特異性を解消できる場合がある。このような特異点は可除特異点と呼ばれる。また、局所的に与えられた解析函数は解析的延長の原則に基づいて大域的に定義域の延長を受ける。そのような可能な限りの延長を行って得られる（一価の）解析函数の定義域を自然な定義域と呼ぶことがある。
函数解析学においてしばしば部分写像であるような作用素が扱われ、作用素 f: X → Y の定義域 D(f) が始域 X において稠密であるようなものがしばしば重要な役割を果たす。このように定義域が始域の中で稠密であるような部分写像は、稠密に定義されているという。

## 注意
写像 f: X → Y の場合には始域 (domain) X の全ての元 x に対して値 f(x) が定義されるから、その意味において定義域 (domain of definition) は X であり、始域と定義域を区別することは必要でない。しかし値 f(x) が未定義であることを許す部分写像に対しては差異が生じる。ゆえにこの場合、"domain of definition" を短く "domain" と呼ぶか否かは問題になる。
現代数学的な用法において部分写像 f: X → Y の domain とは、定義域 (domain of definition) の事であるのが殆どであり、従って f の domain とは制限 f: X′ → Y が写像となるような X の最大の部分集合 X′ である。
一方、圏論では写像のかわりに射（対象から対象への矢印）を扱うが、射の域 (domain) とは矢印のでている対象のことであり（矢の指している対象は射の余域 (codomain) と呼ぶ）、部分写像などの場合に domain が定義域の事を指すのとでは流儀が異なる。この文脈では domain に関する集合論的な考え方の多くが使えなかったりより抽象的な形に定式化しなおされなければならない。例えば、射の域を部分対象へ制限するという概念は、写像の場合から修正を加えなければならない。そういった意味でこの文脈では、圏の射が部分写像で与えられるような圏の場合でも、上記とは異なり射としての部分写像 f: X → Y の domain は（各点 x ∈ X で f(x) が定義されるか否かに関わらず）X のことを言う。